# Henri Moissan
Ferdinand Frédéric Henri Moissan (Parijs, 28 september 1852 – aldaar, 20 februari 1907) was een Frans chemicus. Hij werd bekend als de eerste die het erg reactieve fluor kon isoleren. Hij kreeg de Nobelprijs voor Scheikunde in 1906.

## Biografie
Moissan werd geboren in de Franse hoofdstad als zoon van Francis Ferdinand Moissan en Joséphine Améraldine Mitel. In 1864 verhuisde het gezin naar Meaux waar hij de lokale school bezocht. In 1870 verliet hij de school voortijdig om als drogist te werken in Parijs. Na het redden van een persoon van arseenvergiftiging besloot hij zich verder te verdiepen in scheikunde. Hij startte hiervoor in het laboratorium van Edmond Frémy aan het "Musée d'Histoire Naturelle" (Museum van natuurlijke historie).
Hij woonde lezingen bij van Henri Étienne Sainte-Claire Deville en Henri Debray. Een jaar later ging naar het laboratorium van Pierre Paul Dehérein bij de École Pratique des Haute Études. In 1880 promoveerde hij aan de Sorbonne waarna zijn vriend Landrine hem een positie aanbood bij een analytisch laboratorium. Twee jaar later huwde hij Marie Léonie Lugan, en drie jaar daarna werd hun enig kind geboren, zoon Louis Ferdinand Henri Moissan.

## Werk
De isolatie van fluor was niet eenvoudig. Het was reeds bekend dat fluor zeer zeer agressief is (een van de sterkste bekende oxidatoren) en reageert met zowat alle elementen uit het periodiek systeem. Op 26 juni 1886 bereidde Moissan het door de elektrolyse van kaliumfluoride (KF) in vloeibaar waterstoffluoride (HF) bij -55 °C in een platinavat met elektrodes van platina-iridium en pakkingen van fluoriet. Deze methode wordt nog steeds gebruikt voor de productie van fluor. Eind negentiende eeuw slaagde hij er ook in om chemische zuiver calcium te bereiden door calciumjodide met natrium te reduceren.
In 1904 ontdekte Moissan in de meteorietkrater Barringerkrater nabij de Canyon Diablo in Arizona, een tot dan onbekend mineraal met eigenschappen die die van diamant benaderde. Moissaniet, dat naar hem werd vernoemd, geldt als een van de hardste natuurlijk voorkomende materialen. Na uitgebreid onderzoek concludeerde Moissan dat dit mineraal uit siliciumcarbide (SiC) bestond.
Voor zijn werk werd Moissan onderscheiden met de Prix Lacaze (1887), de Davy-medaille (1896), de Elliott Cresson Medal (1898) en de August Wilhelm van Hofmann Medaille in 1903. Hij overleed onverwachts in Parijs in februari 1907, kort na zijn terugkeer uit Stockholm waar hij zijn Nobelprijs in ontvangst had genomen. Zijn dood wordt toegeschreven aan het acuut optreden van een blindedarmontsteking.